# Eižens Laube
Eižens Laube, sau Eizens Laube, (n. 25 mai 1880, Riga, Imperiul Rus – d. 21 iulie 1967, Portland, Oregon, SUA) a fost un arhitect leton, care a proiectat peste 200 de clădiri care îi poartă numele, unele dintre ele realizate în maniera artistică a influentului curent artistic Art Nouveau.
Laube a fost absolvent al Școlii de arhitectură a Institutului Politehnic din Riga în anul 1907.  Dupa recunoașterea Letoniei ca stat suveran și independent în 1919, Laube a făcut parte din cercul apropiaților viitorului președinte Karlis Ulmanis.  La mijlocul anilor 1930, Laube devine arhitectul Rigăi, numit prin decret prezidențial.  Odată cu invazia sovietică din iunie 1940, Laube părăsește Letonia pentru totdeauna, stabilindu-se finalmente în Statele Unite ale Americii, unde s-a consacrat unei cariere universitare.  Eižens Laube a murit în Statele Unite doar ca un simplu profesor, lipsit de laurii și statutul impozant pe care îl avea în Letonia liberă interbelică.  După redeclararea independenței Letoniei, la 4 mai 1990, odată cu reinstaurarea suzeranității letone și renovarea treptata a centrului istoric al Rigăi, numele său revine în atenția generală ca unul din marii arhitecți letoni.